# بينجامين روبيو
بينجامين روبيو (بالإسبانية: Benjamín Rubio)‏ هو نقابي إسباني، ولد في 12 أكتوبر 1925، وتوفي في 25 أغسطس 2007.